# Urophonius tregualemuensis
Espèce
Urophonius tregualemuensis est une espèce de scorpions de la famille des Bothriuridae.

## Distribution
Cette espèce est endémique du Chili. Elle se rencontre dans les régions de O’Higgins, du Maule, de Ñuble et d'Araucanie.

## Description
La femelle holotype mesure 31,2 mm.
Les mâles mesurent de 23 à 31,5 mm et les femelles de 26 à 33 mm.

## Étymologie
Son nom d'espèce, composé de tregualemu et du suffixe latin -ensis, « qui vit dans, qui habite », lui a été donné en référence au lieu de sa découverte, Tregualemu.

## Publication originale
- Cekalovic, 1981 : Dos nuevas especies y un nuevo registro del género Urophonius para Chile (Scorpiones,Bothriuridae). Boletín de la Sociedad de Biología de Concepción (Chile), vol. 52, p. 195–201 (texte intégral).